# Nolana deflexa
Nolana deflexa  es una de las 49 especies pertenecientes al género Nolana presentes en Chile, el cual corresponde a la familia de las solanáceas (Solanaceae). Esta especie en particular es endémica con una distribución muy reducida en el borde costero norte de la Región de Atacama en Chile.

## Nombres vernáculos
Esta especie es conocida simplemente como 'Suspiro'. 

## Importancia
Esta es especie conocida como 'Suspiro' constituye una de las flores emblemáticas que aparecen durante la floración del fenómeno denominado Desierto florido. Es una especie un alto grado de endemismo, ha sido encontrada en la Caleta Pan de Azúcar.
Es considerada una planta con valor ornamental.

## Amenazas
Una de las principales amenazas de esta especie la constituyen factores antrópicos como la urbanización y ocupación del borde costero, por acción antrópica por el turismo y colecta de flores. Otra amenaza la constituye el pastoreo de ganado caprino y mular en el área.